# Río Nora
El río Nora es un río del norte de España, un afluente del río Nalón que discurre por el  Principado de Asturias. Es uno de los afluentes más largos de Asturias.

## Curso
Nace en Valvidares, Sariego y sigue  por los concejos de Siero y Noreña. En sus kilómetros finales, sirve de frontera natural entre los concejos de Oviedo y Llanera primero, y entre Oviedo y Las Regueras después, donde recibe las aguas de su afluente el río Maxuca.
Desemboca en el Nalón entre los núcleos de Priañes (Oviedo), Santa María de Grado (Grado) y Tahoces (Las Regueras). Cerca de su desembocadura, en lo que se conoce como meandros del Nora, zona paisajística de singular belleza, se encuentra la presa del embalse de Priañes y la central hidroeléctrica del mismo nombre, propiedad de HC Energía.